# Nikita Solodchenko
Nikita Vladimirovich Solodchenko es un futbolista ruso, centrocampista del club español Algezares y ex centrocampista en Walter Ferretti de Nicaragua.

## Carrera de club
Un alumno del fútbol de Krasnodar. A la edad de 12 años ingresó en la escuela local “Kuban”, donde pasó cinco años. En febrero de 2016 se trasladó a España, donde jugó para el equipo juvenil de Marbella . Luego jugó para los equipos semiprofesionales de las divisiones inferiores españolas: FC Jove Español San Vicente, Villena CF y Juventud Prado del Rey. Por problemas con el permiso de trabajo, no pude firmar un contrato con equipos profesionales en España.
En enero de 2020, firmó su primer contrato profesional con el club nicaragüense Walter Ferretti de Managua. El 2 de febrero debutó en el campeonato nicaragüense, ingresando como suplente en el minuto 75 del partido en casa con la Juventus.
Desde febrero de 2021 es jugador del equipo de Algezares en la 5ª división española.